# Adainville
Adainville település Franciaországban, Yvelines megyében. Lakosainak száma 647 fő (2022. január 1.). Adainville La Boissière-École, Condé-sur-Vesgre, Grandchamp és La Hauteville községekkel határos.

## Népesség
A település népességének változása:
| Lakosok száma | 759  | 761  | 778  | 731  | 696  | 662  | 654  | 646  | 647  |
|               | 2013 | 2015 | 2016 | 2017 | 2018 | 2019 | 2020 | 2021 | 2022 |